# Stazione di Porcari
La stazione di Porcari è una stazione ferroviaria posta sulla linea Firenze-Lucca. Serve il centro abitato di Porcari.
La stazione dispone di 3 binari, il primo per precedenze e incroci, il secondo è quello principale di transito e il terzo viene utilizzato dai treni merci; tutti i binari dispongono di una banchina e di un sottopassaggio.
Negli anni 2010 è stato realizzato uno scalo merci nella frazione "Frizzone" del vicino comune di Capannori, i cui binari si diramano dalla stazione di Porcari; lo scalo, inaugurato nel 2015, si pone al servizio delle cartiere nella vicina zona industriale.